# Brehna
Stadt Brehna est un quartier de la ville de Sandersdorf-Brehna dans l'arrondissement d'Anhalt-Bitterfeld, en Saxe-Anhalt, Allemagne. La ville historique fut rattachée administrativement le 1er juillet 2009.

## Historique

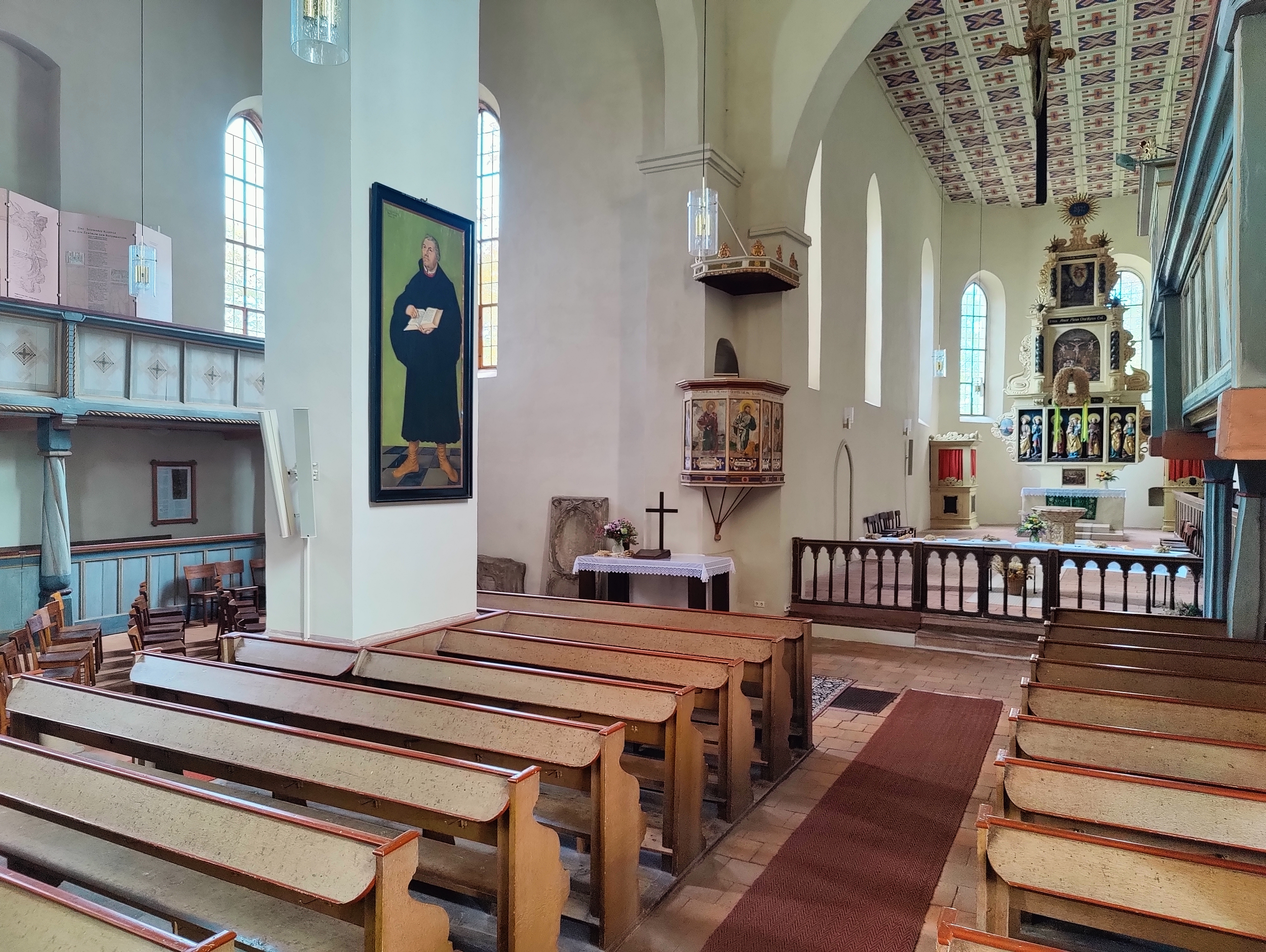
Intérieur de l'église.

Le lieu de Brene fut mentionné pour la première fois en 1053. Le domaine était détenu par le comte Thierry II de Wettin (mort en 1034), nommé margrave de Lusace en 1032, et, ensuite, par ses fils cadets Thimo Ier et Gero. Thimo y fit construire un château. Les deux frères participèrent à la Révolte des Saxons de 1073 à 1075 contre le règne du roi Henri IV et se sont joints aux partisans de l'antiroi Rodolphe de Rheinfelden. En 1106, le comté de Brehna passe au fils (ou petit-fils) cadet de Thimo, Conrad Ier (mort en 1157) qui s'impose comme margrave de Misnie à partir de 1123 et est également nommé margrave de Lusace en 1136. Son plus jeune fils, Frédéric Ier et son épouse Edwige, fille du prince Děpold Ier de Bohême, sont les ancêtres de la lignée des comtes de Brehna, branche collatérale de la Maison de Wettin. 
Veuve depuis 1182, Edwige a fondé un couvent augustin des dames nobles (Frauenstift) à Brehna le 15 août 1201 (Catherine de Bore y a été éduquée à partir de 1504) ; l'église Saint Clément est consacrée en 1202. Au cours de la colonisation germanique, ses fils Othon et Frédéric II transférèrent leur résidence à Herzberg plus à l'est. Durant le conflit pour le trône (Thronstreit) entre les maisons de Hohenstaufen et de Welf à la suite du décès de l'empereur Henri VI en 1197, ils ont soutenu les exigences de Philippe de Souabe, avec pour conséquence le fait que les forces du roi Ottokar Ier de Bohême et du Hermann Ier de Thuringe, alliés d'Otton de Brunswick ont dévasté les pays de Brehna et de Wettin.

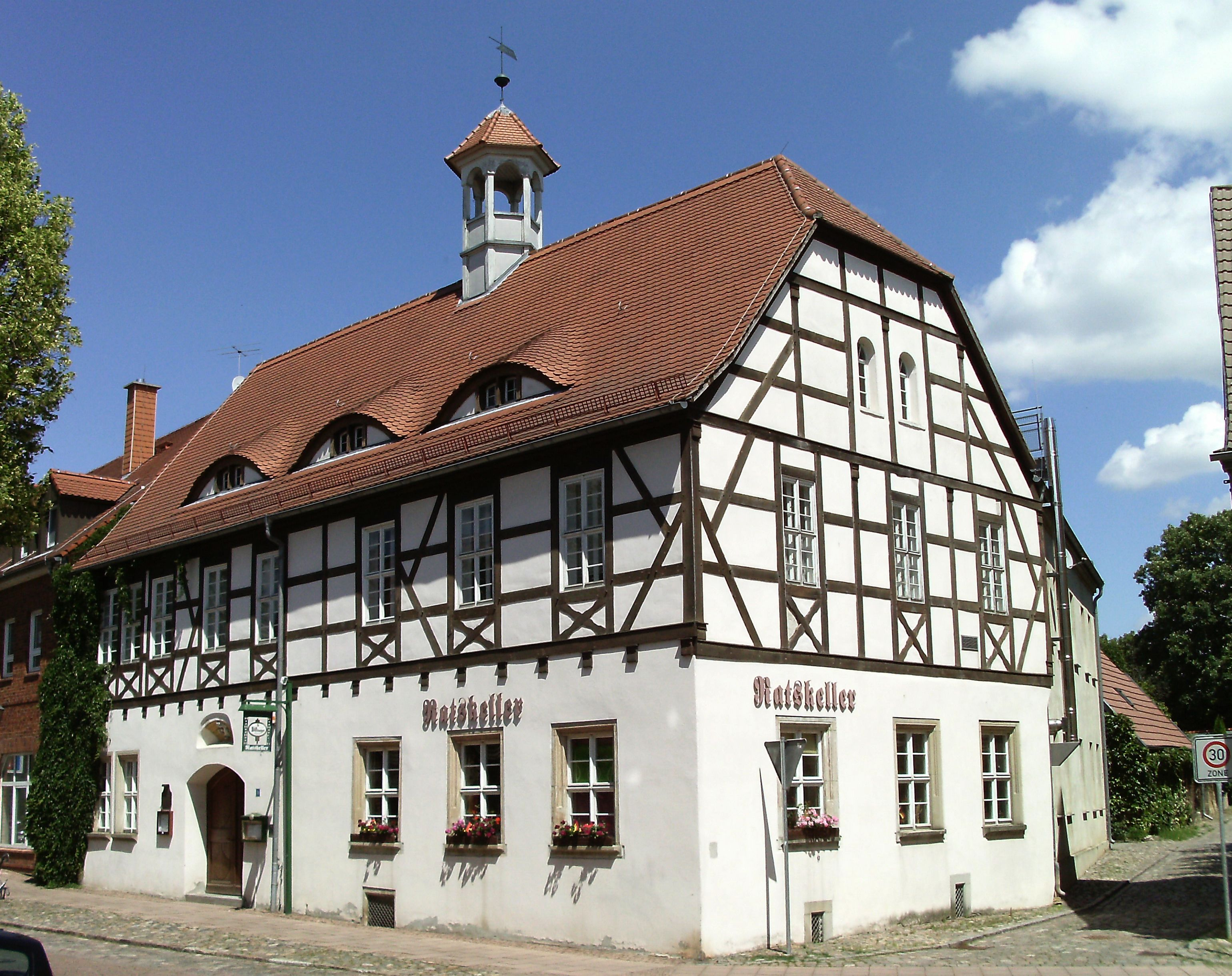
Ancienne mairie de Brehna.

Les droits de ville de Brehna ont été confirmés en 1274. La lignée des comtes s'éteint en 1290, avec le décès d'Otton IV. Le fief fut saisi par Rodolphe Ier de Habsbourg, roi des Romains qui le concéda au prince Rodolphe de Saxe, encore mineur, fils de sa fille Agnès et du duc Albert II de Saxe-Wittemberg issu de la maison d'Ascanie. Ensuite, l'ancien comté est entré à faire partie des propriétés des ducs de Saxe-Wittemberg, futur électorat de Saxe. Lorsque la lignée saxonne des Ascaniens s'éteignit en 1422, Brehna revint à l'électeur Frédéric Ier de Saxe issu de la maison de Wettin. Le couvent de Bora est détruit pendant la guerre de Trente Ans.
Par résolution du congrès de Vienne en 1815, le domaine échoit au royaume de Prusse et fut incorporé dans le district de Mersebourg au sein de la province de Saxe.

## Jumelage
L'ancienne ville de Brehna est jumelée avec Semoy en France depuis 1995.